# Étienne François de Choiseul

Stemma di famiglia.

Étienne François de Choiseul (Nancy, 28 giugno 1719 – Castello di Chanteloup, 8 maggio 1785) è stato un generale, diplomatico e politico francese.
È stato capo del governo.

## Biografia
Étienne François era il figlio maggiore di François Joseph de Choiseul, conte di Stainville (1700—1770) e fratello di Jacques-Philippe, maresciallo di Francia. Entrò presto nell'esercito e combatté, durante la guerra di successione austriaca, in Boemia e in Italia, dove si distinse nella battaglia di Cuneo del 1744. Dal 1745 fino al 1748 venne inviato a combattere nei Paesi Bassi, dove partecipò all'assedio delle città di Mons, Charleroi e Maastricht. Divenne luogotenente generale e nel 1750 sposò Louise Honorine, figlia di Louis François Crozat, marchese du Châtel.
Dopo aver ottenuto il favore della favorita del re Luigi XV, Madame de Pompadour, nel 1753 ottenne l'incarico — sebbene fosse ateo e libertino — di ambasciatore a Roma; nella città papale — in cui era pontefice Benedetto XIV — si adoperò in varie negoziazioni per la spinosa questione dei giansenisti e delle resistenze suscitate in Francia dalla bolla Unigenitus emanata da Clemente XI che condannava il giansenismo come eresia. Lasciata Roma e l'Italia, si recò a Vienna, dove siglò un'alleanza matrimoniale tra il suo paese e l'impero austriaco. Il successo ottenuto in Austria gli permise di succedere al cardinale François-Joachim de Pierre de Bernis nella direzione degli affari esteri, nel 1758, durante la guerra dei Sette anni.
Nello stesso anno venne nominato pari di Francia e gli fu conferito il titolo di duca; l'anno seguente fu promosso tenente generale; nel 1761 divenne cavaliere dell'Ordine del Toson d'oro.
Affiancandosi al cugino César Gabriel de Choiseul nella direzione degli affari esteri, siglò il cosiddetto Pacte de Famille, una alleanza dei Borboni di Francia con tutti gli altri stati d'Europa retti a quel tempo dai Borbone (Spagna, Parma e Napoli). Questo non bastò tuttavia a risanare i disastri che aveva comportato l'alleanza con l'Austria.
Nonostante le sconfitte nelle battaglie di Roßbach e Krefeld, Choiseul si dedicò a rinforzare esercito e marina; concentrò le sue energia sulla politica coloniale, cercando di aumentare la resa economica delle colonie indiane, americane ed atlantiche. Riuscì a comprare la riottosa isola di Corsica dalla Repubblica di Genova e appoggiò, almeno in apparenza, il Parlamento e i Philosophes. Allontanò i gesuiti dalla Francia, contro le disposizioni di papa Clemente XIV.
Ma il re era scontento del suo ministro. Con la morte della Pompadour e l'avvento di Madame du Barry, ostile a Choiseul, il ministro fu destituito. Spogliato dei suoi incarichi, fu inviato in esilio nelle sue terre di Chanteloup, dove visse da gran signore. Alla morte di Luigi XV, Choiseul sperò che il nuovo re Luigi XVI lo richiamasse al governo. Ma il sovrano si limitò a consentirgli l'ingresso a Parigi. Morì nel 1785, coperto di debiti.
Massone, fu Grande amministratore del Grande Oriente di Francia. Mentre era ambasciatore di Francia a Roma, Étienne François de Choiseul commissionò a Giovanni Paolo Pannini quattro grandi dipinti: Galleria di vedute di Roma antica, Galleria di vedute di Roma moderna, Piazza San Pietro e Interno della Basilica di San Pietro. Pannini dipinse i quadri tra il 1753 e il 1757.